# Julius Kantor
Julius Kantor (23. srpna 1945 – 21. března 2021) byl český fotbalový útočník.

## Fotbalová kariéra
Začínal ve Spartaku Žďár nad Sázavou, na vojně hrál za Duklu Tábor. V československé lize hrál za TJ Sklo Union Teplice a Slavii Praha. Za Teplice nastoupil v 51 ligových utkáních a dal 15 gólů. V lednu 1969 přestoupil do Slavie, kde se mu nedařilo a z ligy se vytratil.

## Ligová bilance
| Ročník          | Zápasy | Góly | Minuty | Klub                  |
| --------------- | ------ | ---- | ------ | --------------------- |
| I. liga 1966/67 | 21     | 8    | 1 831  | TJ Sklo Union Teplice |
| I. liga 1967/68 | 24     | 6    | 2 104  | TJ Sklo Union Teplice |
| I. liga 1968/69 | 6      | 1    | 427    | TJ Sklo Union Teplice |
| I. liga 1968/69 | 12     | 2    | 1 063  | Slavia Praha          |
| I. liga 1969/70 | 20     | 5    | 1 377  | Slavia Praha          |
| CELKEM I. LIGA  | 83     | 22   | 6 802  |                       |